# Я знаю, что вы сделали прошлым летом (роман)
«Я знаю, что вы сделали прошлым летом» (англ. I Know What You Did Last Summer) — американский роман 1973 года в жанре молодёжного триллера, написанный Лоис Дункан. В 1997 году вышла одноименная кино-экранизация.

## Сюжет
Школьница Джули Джеймс получает записку, в которой говорится, что некто в курсе событий, произошедших с Джули и её друзьями прошлым летом: она, Рэй Бронсон, Барри Кокс и Хелен Риверс сбили на машине маленького мальчика, ехавшего тёмной ночью по горной дороге. Но самое страшное в том, что ребята сбежали с места преступления, и поклялись друг другу хранить этот секрет до самой смерти. Каждому из четверых подростков преследователь начинает присылать напоминания о грехах прошлого: ужасные рисунки; письма с буквами, вырезанными из газет; пугающие телефонные звонки. Теперь перед подростками стоит трудная задача — узнать, кто и как стал свидетелем их преступления, пока этот человек не перешёл к более серьёзным действиям.

## Персонажи
- Джули Джеймс (англ. Julie James) — до несчастного случая, в результате которого погиб маленький мальчик по имени Дэниэл Грегг, сбитый на горной дороге, девушка была весёлой и общительной чирлидершой и сильно изменилась после трагедии — стала молчаливой и замкнутой. Она бросает Рея и решает посвятить себя учёбе в университете, хотя раньше не очень много времени уделяла обучению. Спустя год она живёт с матерью-вдовой и встречается с парнем по имени Бад, как позже выясняется, старшим братом погибшего мальчика. Молодой человек пытается убить Джули, но Рей спасает девушку. В книге Джули едет в дом мальчика, которого они сбили, вместе с Реем. Там они встречают его сестру — Мэган Грегг (англ. Megan Gregg), приветливую девушку, которая работает в парикмахерской в центре города. В момент встречи Джули показалось, что её улыбка ей знакома, позже поняв, что это фамильное сходство Мэган и нового парня Джули, Бада, который на самом деле оказался преследовавшим героев братом Мэган и Дэвида.
- Хелен Риверс (англ. Helen Rivers ) — «Золотая девушка Пятого канала», звезда местного телеканала, ведущая прогноза погоды, живущая в достатке. Однако она очень боится потерять всё то, что заработала упорным трудом. Она даже не окончила старшую школу, бросив её после того, как выиграла конкурс красоты. Очень сильно любит Барри, что мешает посмотреть на него трезвым взглядом — юноша лишь использует её, обещая однажды жениться, хотя никак не может решиться бросить её. Как и в фильме, у Хелен сложные отношения со своей сестрой, завидующей успеху Хелен. В романе Хелен не погибает, а лишь отделывается несколькими ушибами, выпав из окна второго этажа.
- Рэй Бронсон (англ. Ray Bronson) — бывший парень Джули, после несчастного случая порвавший с девушкой и уехавший путешествовать по Калифорнийскому побережью. Рэй — сын бывшей спортивной звезды, который теперь владеет сетью успешных спортивных магазинов. Рей кажется, что он жил в тени Барри, однако трагедия изменила отношение Рэя к жизни. Теперь он хочет стать учителем в начальных классах. Вернувшись в родной город, Рей хочет наладить отношения с Джули, но у неё уже появился новый парень Бад, оказавшийся старшим братом мальчика, которого они сбили год назад. В отличие от фильмов, в романе Рей не получил никаких травм. Он спас Джули в финале романа. Также в книге у Рэя светлые волосы.
- Барри Кокс (англ. Barry Cox) — бабник, который не любит Хелен, но продолжает с ней встречаться ради повышения своего социального статуса. Он боится того, что ему придётся остепениться, и поэтому хочет порвать с Хелен, но не решается и продолжает ей изменять. В школе он был звёздным футболистом, который жил со своим отцом и матерью, обладающей властным характером. В романе именно он сидел за рулём во время инцидента, в результате которого погиб мальчик Дэниэл Грегг. Коллингсворт стреляет в него, однако Барри не умирает, как в фильме, но он теряет способность ходить из-за паралича нижней половины туловища.
- Эльза Риверс (англ. Elsa Rivers) — старшая сестра Хелен. В книге у них такие же сложные отношения, но неприязнь девушки к младшей сестре подогревается тем фактом, что Эльза страдает от лишнего веса, она живёт в доме родителей и работает кассиром. В романе героиня не погибает и не получает никаких физических травм, и никогда не пересекалась с преступником, преследовавшим Хелен и её друзей.
- Коллингсворт «Колли» Уилсон (англ. Collingsworth «Collie» Wilson) — главный отрицательный персонаж оригинального романа, не появляется ни в одном из фильмов. Является старшим братом Дэнвида Грегга — мальчика, которого сбили своей машиной Джули, Хелен, Барри и Рей. В книге он не носил костюма рыбака и не пользовался крюком для убийств или нанесения увечий. Фактически, от его действий никто не погиб — выясняется, что это именно он преследовал молодых людей год спустя, и послал записку Джули. Также он напал на Барри, выстрелив в него из пистолета. Более того, он притворился молодым человеком по имени Бад Уилсон (англ. Bud Wilson), чтобы сблизиться с Джули. Единственный, кого Коллингсворт оставил в покое, это Рей — когда он узнал, что молодой человек хочет быть учителем, он понял, что Рей не смог бы причинить зла ребёнку намеренно, и простил за несчастный случай, в котором погиб его младший брат, решив, что сохранит жизнь Рею, но убьёт Джули. Сам персонаж не погибает в финале романа. Когда случилась трагедия, Колли служил во Вьетнаме — в современных изданиях романа он воевал в Ираке. На похороны брата прислал букет жёлтых роз.
- Дэвид Грегг (англ. David Gregg) — 10-летний мальчик, которого сбил Барри в книге, является прообразом данного персонажа в фильме. Дэйви погиб в 1973 году, а основное действие романа происходит в 1974, год спустя.

## История книги

### Идея сюжета
Идея книги пришла Дункан в голову, когда она готовила ужин, а её дочь Кэрри разговаривала с подругой о мальчиках: одна из девушек готовилась к свиданию, а другая — рассказала о юноше, который ей нравится; обе быстро поняли, что говорят об одном и том же человеке; тогда Дункан представила себе, как «мальчик спланировал своё появление в жизни девушек, зная, что они дружат, и по-разному представился им». Позже Дункан прочитала в газете статью о том, как неизвестный совершил на человека наезд на машине и скрылся с места преступления — в конечном итоге, обе истории соединились в голове писательницы в виде сюжета книги.

### Публикации
Впервые роман опубликовало издательство «Little, Brown and Company» в 1973 году.
5 октября 2010 года «Little, Brown and Company» выпустили обновленную версию романа — изменения вносила сама Дункан. Книга стала одной из 10-ти в списке обновлённых произведений издательства. Так у героем появились мобильные телефоны и немного изменился стиль одежды. Коллингсворт воевал в Ираке, а не во Вьетнаме, а его погибшего брата зовут Дэниэл. Новые изменения содержала и аудиокнига, выпущенная «Hachette Audio» в 2010 — текст читает Дэннис Холланд; Лиззи Маковски в обзоре для «Booklist» так описала работу актёра: «Холланд читает текст так буднично, обыкновенно, что это только усиливает шоковый эффект от осознания, что же натворили Джули и её друзья».
В России роман был выпущен в 2002 году издательством «Центрполиграф» в серии «Blockbuster. Экранизированный роман», текст перевёл Л. Игоревский; в книге также есть краткий обзор жанра ужасов под названием «Очень страшное кино: от Хичкока до наших дней» и краткие биографии актёров, снявшихся в экранизации романа.

### Сценарий кинопродолжения
В 1998 году вместе с выходом фильма «Я всё ещё знаю, что вы сделали прошлым летом» в продажу поступила книга-сценарий второго фильма — он был написан Треем Кэллоуэем (англ. Trey Callaway) и продолжал историю, рассказанную именно в первом фильме, а не в оригинальном романе, и книга не имеет никакого отношения к Дункан.

## Экранизации

### Фильм 1997 года
По мотивам романа был снят культовый молодёжный триллер «Я знаю, что вы сделали прошлым летом» по сценарию автора трилогии «Крик», Кевина Уильямсона - премьера фильма состоялась 17 октября 1997 года, спустя 24 года после публикации книги.
Книга в значительной степени отличается от первоисточника. В романе подростки сбивают на машине ребёнка, а не взрослого мужчину, вследствие чего для сценария были придуманы имидж убийцы, добавлено больше насилия, крови и жестокости, а также изменены место и время действия. В книге трагедия изменила Джули в лучшую сторону: чтобы отвлечься от тяжёлых мыслей, девушка посвятила всю себя учёбе в университете, и стала одной из лучших студенток, при том, что в школе она училась плохо. В фильме несчастный случай наоборот «сломил» девушку. В одной из сцен, мать Джули говорит: «Что с тобой стало? Ты не звонишь, не пишешь… Отец, наверное, в гробу переворачивается»; в той же сцене женщина говорит, что получила оценки дочери, на что девушка отвечает: «Трудный был год» — до этого она разглядывала свои грамоты и похвальные листы, которые получила, учась в школе.
Барри не испытывает никаких чувств к Хелен — он собирался бросить девушку перед тем, как она выиграла статус «Золотой девушки Пятого канала» и стала лицом местного телевидения и ведущей прогноза погоды; Барри показан более холодным и расчётливым молодым человеком, эгоистичным по отношению к своим родителям и девушкам, с которыми он изменял Хелен. На страницах романа у Рея светлые волосы, а в экранизации он — брюнет. В романе у Джули рыжие волосы, а Эльза, сестра Хелен страдает от полноты. Ни один из персонажей не погибает в романе, но после нападения Коллингсворта Уилсона, есть вероятность того, что Барри останется инвалидом — юноша пережил операцию, в ходе которой врачи вытащили из его позвоночника пулю.
Сама Лоис Данкан после выхода фильма была возмущена изменениями, которые создатели картины внесли в её историю: «Я была в восторженном настроении, до тех пор пока не села в кресло в кинотеатре с коробкой поп-корна и не обнаружила, что Голливуд превратил мою подростковую саспенс-историю в слэшер. Место действия было перенесено из гор Нью-Мексико в рыбацкую деревню на восточном побережье. А безумный рыбак, которого не было в моей книге, мог поубивать моих персонажей своим ледяным крюком. Первое, что я сделала, когда вышла из кинотеатра, это позвонила своей дочери Кэрри и попросила не давать моим внукам это смотреть».

### Телесериал «Amazon»
В 2021 году студия «Amazon Prime Video» выпустила сериал под тем же названием — «Я знаю, что вы сделали прошлым летом» — однако у сериала и книги не так много общего, кроме темы «преступления и наказания».